# خیابان شهید فرحزادی
خیابان شهید محمدمهدی فرحزادی خیابانی در محله شهرک غرب واقع در شمالغرب تهران است. مجتمع تجاری میلاد نور در این خیابان قرار دارد.

## ورودی‌ها، تقاطع‌ها و جاها

تصویری از شهرک غرب، نما از بالای مجتمع تجاری و مرکز خرید میلاد نور- در عکس خیابان شهید محمدمهدی فرحزادی شهرک غرب، گنبد یک مسجد با معماری مدرن، مجتمع تجاری شهرک غرب و تعدادی از برج‌های مسکونی دیده می‌شود.

| از جنوب به شمال       | وضعیت            |
| --------------------- | ---------------- |
| میدان صنعت            |                  |
| خیابان شهید حسن سیف   |                  |
| خیابان سیمای ایران    |                  |
| مجتمع تجاری میلاد نور | ضلع جنوبی خیابان |
| مجتمع تجاری شهرک غرب  | ضلع شمالی خیابان |
| بلوار ایوانک          |                  |
| خیابان زرافشان        |                  |
| بلوار شهید دادمان     |                  |
| بلوار دریا            |                  |
| بزرگراه نیایش         |                  |
| میدان کتاب            |                  |